# ميا راي كليفورد
ميا راي كليفورد (من مواليد 10 أغسطس 1986) هي لاعبة كرة قدم أسترالية لعبت مع ملبورن وغيلونج وفريمانتل في مسابقة AFL للسيدات (AFLW).